# Indeks (informatyka)
Indeks – w informatyce, w podstawowym ujęciu jest to przesunięcie wskaźnika tablicy w celu pokazania na konkretny jej element (mniej formalnie: numer elementu tablicy, w którym znajduje się indeksowany element będący jej treścią).
Na przykład dla tablicy zdefiniowanej w języku C:
```
int anLiczby[] = {15, 30, 45};
```

Indeksem liczby 30 jest 1 (indeksowanie w języku C zaczyna się od 0). Pokazać na ten element można za pomocą odpowiedniego przesunięcia wskaźnika:
```
printf("%d", *(anLiczby+1));
```